# Pogadanki Blunta
Pogadanki Blunta (ang. Blunt Talk) – amerykański sitcom wyprodukowany przez Media Rights Capital oraz Fuzzy Door Productions. Pomysłodawcą serialu jest Jonathan Ames. Serial był emitowany od 22 sierpnia 2015 roku do 11 grudnia 2016 roku przez stację Starz.
W Polsce serial od 14 września 2015 roku emituje stacja HBO Polska.

21 grudnia 2016 roku, stacja FX ogłosiła zakończenie produkcji serialu po dwóch sezonach

## Fabuła
Serial opowiada o Walterze Bluncie, Brytyjczyku, który chce podbić świat wiadomości amerykańskich stacji telewizyjnych.

## Obsada

### Główna
- Patrick Stewart jako Walter Blunt[4]
- Jacki Weaver jako Rosalie Winter[5]
- Adrian Scarborough jako Harry Chandler
- Dolly Wells jako Celia
- Richard Lewis jako dr Weiss
- Timm Sharp jako Jim[6]

### Role drugoplanowe
- Ed Begley Jr.[7]
- Mary Holland jako Shelly[7]
- Karan Soni jako Martin[7]
- Romany Malco[7]

### Gościnne występy
- Moby[7]
- Sharon Lawrence[7]
- Trace Lysette[7]
- Golden Brooks[7]
- Windell D. Middlebrooks[7]
- Steve Valentine[7]

## Odcinki
| Sezon | Sezon | Odcinki | Oryginalna emisja   | Oryginalna emisja    | Oryginalna emisja | Oryginalna emisja | Oryginalna emisja |
| Sezon | Sezon | Odcinki | Premiera sezonu     | Finał sezonu         | Premiera sezonu   | Finał sezonu      |                   |
| ----- | ----- | ------- | ------------------- | -------------------- | ----------------- | ----------------- | ----------------- |
|       | 1     | 10      | 22 sierpnia 2015    | 24 października 2015 | 14 września 2015  | 16 listopada 2015 |                   |
|       | 2     | 10      | 2 października 2016 | 11 grudnia 2016      | 5 listopada 2016  | 6 stycznia 2017   |                   |

## Produkcja
30 kwietnia 2014 roku, stacja Starz zamówiła dwa sezony serialu